# Betti Alver
Betti Alver, pseudonimo di Elisabet Lepik Uttale (Jõgeva, 23 novembre 1906 – Tartu, 19 giugno 1989), è stata una scrittrice estone.

## Biografia
Appartenente alla prima generazione di studenti dell'Estonia indipendente, studiò alla scuola di grammatica di Tartu. Esordì scrivendo in prosa e fu membro dell'Arbujad, un gruppo di poeti estoni tra i quali vi erano Bernard Kangro, Uku Masing, Kersti Merilaas, Mart Raud, August Sang, Heiti Talvik e Paul Viiding. Dopo la seconda guerra mondiale rimase vedova di suo marito Heiti Talvik che fu mandato in prigionia in Siberia dai sovietici, e per alcuni decenni non produsse scritti in segno di protesta contro il regime comunista. Fu autrice della raccolta Tähetund (1966), nonché di novelle e traduzioni. In occasione del centenario della sua nascita le è stato intitolato un museo nella nativa Jõgeva.